# Crudosilis turkestanica
Crudosilis turkestanica is een keversoort uit de familie soldaatjes (Cantharidae). De wetenschappelijke naam van de soort werd in 1998 gepubliceerd door Sergey Vasiljevich Kazantsev.